# Mohamed Sendid
Mohamed Sendid (né à Oran), est un ancien arbitre algérien de football. Il est secrétaire général de l'Union des footballeurs africains .

## Carrière
Il a officié dans : 
- la finale de la coupe inter-continentale afro-asiatique à Tunis
- la coupe du monde universitaire  en Angleterre (Sheiffeld)
- les finales des coupes arabes à Riadh, au Caire et au tournoi de mantatère en France

Il est également ex-président de la ligue régionale de football de l'Oranie  et membre de la Commission centrale d'arbitrage de la FAF, ex-joueur de football et judoka durant sa jeunesse.
Il est ex-secrétaire national de l'UGTA et proche collaborateur de l'ex SG de l'UGTA Abdelhak Benhamouda , ex-conseiller du conseil national économique et social, directeur général d'une entreprise économique nationale, président de la ligue sport et travail de la wilaya d'Oran, vice-président de la FAST ´sport et travail', et actuellement président et membre fondateur de l'Association nationale football sans violence.